# 対馬要塞重砲兵連隊
対馬要塞重砲兵連隊（つしまようさいじゅうほうへいれんたい）は、1941年から1945年まで、日本の長崎県対馬にあった沿岸砲兵隊である。前身は鶏知重砲兵連隊。対馬要塞の主力戦闘部隊で、対馬海峡を通航する艦船・航空機に対する防衛を任務とした。第2次世界大戦の敗戦により解散した。

## 歴史

### 関特演にともなう動員・改称
対馬要塞には鶏知重砲兵連隊があり、平時編制で2個中隊を擁して対馬の中心部に位置する雞知町に衛戍していた。対馬各地の砲台は無人か対馬要塞司令部の監守（通常1名の管理員）がいるだけであった。
1941年（昭和16年）7月9日、西部軍司令官は、対馬要塞に演習を装って準戦備を実施するよう命令を下した。命令を受けた鶏知重砲兵連隊は、動員によって集まった応召者を入れて兵力を増し、砲台に部隊を配置して、7月21日に対馬要塞重砲兵連隊として戦時編制に移行した。3個大隊、9個中隊の編制である。連隊の変更は軍令陸甲第81号によるもので、11月30日に編成が完結した。別に、対馬要塞防空隊（2個中隊）と、第66要塞歩兵隊（4個中隊）も編成された。
この動員は、ソ連攻撃の機会を窺う関東軍特種演習にともなうものである。結局対ソ開戦はなかったが、部隊はそのまま準戦時動員にとどまり、教育訓練を実施してから待機状態に入った。

### 太平洋戦争
1941年（昭和16年）12月に日本はアメリカ・イギリスに宣戦布告した。対馬付近の海域では、敵潜水艦の出没や被害の情報が流れたが、砲台からの発見や交戦はできなかった。
1944年（昭和19年）11月23日、重砲兵連隊は初めて交戦した。午前8時45分頃、2隻で航行中の貨物船のうち1隻が爆発、沈没した。潜水艦の攻撃と考えたが、砲台からは敵を発見できなかった。もう一方の貨物船からの射撃を認め、その着弾点付近に向け14発を射撃した。貨物船1隻は無事に通過した。
1945年（昭和20年）に連隊は陣地強化と現地自活（畑作業）にあたるようになった。しばしば敵機を見たが、こちらから攻撃はできず、6月4日に監査のため移動中の主計軍曹1人が戦死した。
8月14日、本格的な戦闘を経験しないまま、連隊は終戦を迎えた。この時点での兵力は約1400人であった。島外出身者は9月29日と10月1日に乗船して帰郷し、10月4日に島内出身者も自宅に帰った。残留の数名は対馬兵団特設司令部に転属になり、10月4日をもって部隊の復員（解散）が完了した。

## 年表
- 1941年（昭和16年）7月6日　動員命令が下る[2]。
  - 　　　　7月21日　戦時編制の動員完結[4]。
- 1943年（昭和18年）10月8日　姫神山監視哨が貨物船の前方に水柱を発見[14]。
  - 　　　　11月18日　竜崎砲台が正面に水煙を認める[15]。
- 1944年（昭和19年）3月12日　対馬北端で船舶が雷撃で損害を受けた[16]。
  - 　　　　6月16日　対馬西端の高射砲射程外を敵機が通過[17]。
  - 　　　　11月23日　貨物船を沈めた敵潜水艦に射撃[11]
- 1945年（昭和20年）6月4日　敵航空機の攻撃を受け綱田主計軍曹が戦死[11]。
  - 　　　　8月14日　停戦の玉音放送を聴く[18]。
  - 　　　　8月21日　連隊本部で御真影などの奉焼式を行った[19]。
  - 　　　　9月18日　各隊で復員式を挙行した[20]。
  - 　　　　9月29日　第1回の復員者450人が海軍の掃海艇6隻に分乗して帰郷した[20]。
  - 　　　　10月1日　第2回の復員者751人が帰郷した[20]。
  - 　　　　10月4日　第3回の復員者163人がそれぞれ島内に帰宅した[13]。

## 部隊構成
- 連隊本部
  - 第1大隊
  - 第2大隊
  - 第3大隊
    - 第1から第9中隊（どの大隊に属したかは不明）

## 歴代連隊長
- 下遠甲太郎　砲兵中佐→大佐　1940年6月6日（鶏知重砲兵連隊の連隊長として）[21] - 1942年8月1日[22]
- 小山鉄郎　陸軍大佐　1942年8月1日[22] - 1943年8月2日[23]
- 垣内八洲夫　重砲兵中佐　1943年8月2日[23] - 1945年10月4日